# BBE (groupe)
Pour les articles homonymes, voir BBE.
BBE est un groupe de musique électronique franco-italien, actif dans les années 1990 et 2000. Ses productions relèvent de la trance et hard trance. Il est principalement connu pour ses succès Seven Days and One Week (en) (1996) et Flash (en).

## Histoire
Le groupe se forme en 1995, réunissant les Français Bruno Quartier, Emmanuel Top et l'Italien Bruno Sanchioni (du groupe Age of Love). Après leurs succès de 1996, le groupe se met un moment en veille, puis se reforme en 2001, mais sans Bruno Quartier. Le groupe monte un nouveau studio à Lille. Les initiales des trois prénoms (Bruno, Bruno, Emmanuel) forment le nom du groupe.
Les trois membres se sont connus en composant et produisant, souvent ensemble, des titres proto-techno pour le label belge Diki Records. C'est d'ailleurs sur ce label que Bruno Sanchioni a composé l'un des tout premiers morceaux de trance de l'histoire : The Age of Love,  produit par le groupe The Age of Love en 1990. Ces titres composés entre 1987 et 1992 ont été compilés sur une compilation Early Works.
Le groupe compte quinze singles et EP à l'actif de BBE, sortis entre 1996 et 2005 chez de multiples labels (Triangle, Labels). Le groupe sort en 1998 son unique album, Games. C'est un groupe très présent commercialement ; ses compositions apparaissent sur 576 compilations et dans 273 mixes.
Leur premier titre, Seven Days and One Week, sorti en 1996 chez Triangle (sous-label du français Attack Records), devient rapidement un succès en Europe. Il a fait souvent l'objet de nombreux remixes. Ce titre est en fait le seul composé par Bruno Sanchioni et Bruno Quartier, et produit par Emmanuel Top. Tous les autres titres le sont des seuls Bruno Sanchionni et Emmanuel Top ; Bruno Quartier ayant rapidement quitté le projet. James Hyman de l'émission RM Dance Update de Music Week a donné à la chanson une note de cinq sur cinq, la déclarant « successeur dreamhouse évident de Children de Robert Miles. » Il a ajouté : « avec son rythme Shinny/Elevator, ses stabs cahotants, ses rolls rapides et son piano tintinnabulant, Emmanuel Top et le duo italien Bruno, qui n'est pas étranger à ce style (Age of Love), ont créé un atout trance. Précédemment dans le top 5 en Allemagne et numéro 1 en Espagne, attendez-vous à le voir dans un Top 10 britannique près de chez vous bientôt ». En 2014, Jeffrey Sutorius du groupe de musique électronique néerlandais Dash Berlin classe ce morceau 4e de sa liste des Dash Berlin's Top Five Trance Classics.
En 1998, le groupe sort son unique album, Games, chez le britannique Positiva Records, label du major EMI. L'album se classera 68e des charts britanniques. Il contient les singles Flash, Desire et Deeper Love. Flash atteindra la 8e place des charts européens.
Le groupe se sépare en 2005. Un CD de remixes sort fin 2009 au label Do It Yourself ; il contient notamment le remix réalisé par Joachim Garraud.

## Discographie
| Année | Titre                                | Artiste              | Format     | Pistes | Durée | Label            |
| ----- | ------------------------------------ | -------------------- | ---------- | ------ | ----- | ---------------- |
| 1996  | Seven Days and One Week / Hypnose    | BBE                  | Single     | 2      |       | Triangle         |
| 1996  | Flash                                | BBE                  | Single     | 4      |       | Triangle         |
| 1997  | Desire                               | BBE                  | Single     | 5      |       | Urban Tracks     |
| 1997  | Revision                             | BBE                  | EP         | 2      |       | Satellite        |
| 1997  | Games                                | BBE                  | Single     | 3      |       | Positiva Records |
| 1997  | Deeper Love                          | BBE                  | Single     | 4      |       | N.E.W.S.         |
| 1998  | Games                                | BBE                  | Album      | 17     |       | Positiva         |
| 2000  | Seven Days and Four Years            | BBE                  | Single     | 4      |       | Triangle         |
| 2001  | Orion                                | BBE vs. Emmanuel Top | EP         | 2      |       | Elektret         |
| 2002  | Free                                 | BBE                  | Single     | 3      |       | Kosmo Records    |
| 2002  | Hollywood                            | BBE                  | Single     | 5      |       | Kosmo Records    |
| 2003  | Nightmare / Seven Days and One Week  | Brainbug / BBE       | Vinyle     |        |       | Positiva         |
| 2005  | Are Am Eye / Seven Days and One Week | Commander Tom / BBE  | Vinyle 12" | 2      |       | Insolent Tracks  |